# Parc national de Tongariro
Pour les articles homonymes, voir Tongariro.
Le parc national de Tongariro (en anglais : Tongariro National Park) est le premier parc national créé en Nouvelle-Zélande et le quatrième à voir le jour au niveau mondial. Il est situé dans le centre de l'île du Nord. Il inclut notamment les volcans Ruapehu, Ngauruhoe et Tongariro. Il est classé sur la liste du patrimoine mondial établie par l'UNESCO en paysage culturel et en naturel.
Le parc comporte de nombreux sites sacrés pour les Māori. Plusieurs sommets sont d'ailleurs désignés comme tapu, des lieux extrêmement sacrés aux yeux des Māori.

## Géographie

### Localisation

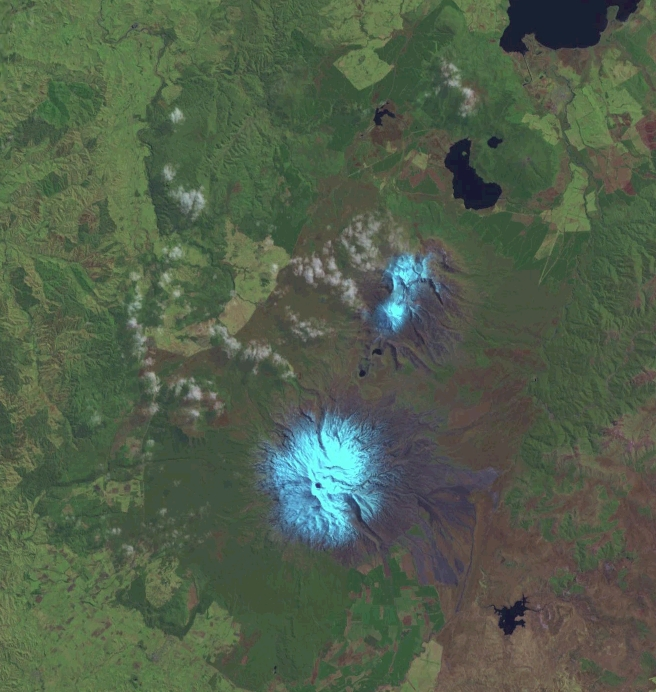
Photographie satellite du parc national de Tongariro

Le parc national de Tongariro s'étend sur une superficie d'environ 795,98 km2. Le parc est à 330 km au sud d'Auckland, en voiture, à 320 km au nord de Wellington et à quelques kilomètres du lac Taupo. 
À l'est se trouvent les collines de la chaîne de Kaimanawa. La rivière Whanganui coule à l'ouest, traversant le parc national de Whanganui.
La plus grande partie du parc est située dans le district de Ruapehu, la partie nord étant dans le district de Taupo.

### Climat
Comme la plus grande partie de la Nouvelle-Zélande, le parc national de Tongariro bénéficie d'un climat tempéré. Les vents dominants de l'ouest apportent de nombreuses précipitations venant de la mer de Tasman. Les précipitations sont presque quotidiennes puisque ces volcans sont les seuls points élevés de l'Île du Nord à retenir les nuages. À Whakapapa Village (1 119 m) les précipitations moyennes annuelles atteignent 2 200 mm, à Ohakune (610 m), environ 1 250 mm et à une altitude plus élevée, telle qu'à Iwikau Village (1 770 m), elles atteignent 4 900 mm. En hiver, la neige recouvre les zones situées au-dessus de 1 500 m. 
Les températures varient énormément, même au cours d'une journée. À Whakapapa, elles peuvent chuter jusqu'à 0 °C tout au long de l'année. La température moyenne est de 13 °C, avec un maximum de 25 °C en été et un minimum de −10 °C en hiver. Certains étés, les sommets des trois volcans restent avec une couverture de neige.

### Géologie
Les volcans Tongariro, Ngauruhoe et Ruapehu se situent à l'extrémité sud d'une chaîne de volcans longue de 2500 km, où la plaque australienne rencontre la plaque pacifique. Ces volcans sont issus de la subduction de ces deux plaques : la plaque pacifique s'enfonce sous la plaque australienne. Ces volcans sont apparus il y a environ 2 millions d'années.

### Flore
Une forêt humide tempérée recouvre une surface de 30 km2, au Nord du parc, près du Lac Taupo et s'élève jusqu'à une altitude de 1 000 m. On y retrouve de nombreuses espèces telles que le totara (Podocarpus hallii), le kahikatea (Podocarpus dacrydioides), le kamahi (Weinmannia racemosa), le pahautea (Libocedrus bidwillii), ainsi que de nombreuses espèces de fougères épiphytes, d'orchidées et de champignons. Des Pahautea peuvent être trouvé plus en altitude, jusqu'à 1 530 m, et couvrent une superficie de 27,3 km2. À cette altitude se situe également une forêt d'espèces très présentes en Nouvelle-Zélande telles que Nothofagus fusca ou Nothofagus menziesii.
Il y a également 95 km2 de broussailles composées d'espèces comme le kanuka (Leptospermum ericoides), le manuka (Leptospermum scoparium) ou encore l'inaka (Dracophyllum longifolium). Au Nord -Est et autour du Mont Ruapehu, à une altitude comprise entre 1 200 et 1 500 m, des praires permanentes recouvrent une superficie de 150 km² et sont composés d'espèces telles que Chionochloa rubra, l'inaka, Dracophyllum recurvum et des plantes herbacées telles que Festuca novaezelandiae ou encore des espèces de pâturin (Poa colensoi). Au-dessus de 1 500 m, le terrain est rocailleux et instable ; seule quelques plantes s'y installent comme Podocarpus nivalis, Gaultheria colensoi ou Rytidosperma setifolium. Au-dessus de 2 200 m ne subsistent plus que quelques lichens.
Une espèce de bruyère est introduite en Nouvelle-Zélande et est devenue une mauvaise herbe envahissante, où elle supplante les espèces indigènes. Des chrysomèles des bruyères ont alors été introduites pour limiter sa propagation et les essais préliminaires sont concluants à ce jour. Sa dispersion est contrôlable, mais son extermination reste improbable.

### Faune
Le parc abrite 56 espèces importantes d'oiseaux tel que le rare et endémique kiwi, le kākā, le canard bleu ou le karearea. D'autres espèces beaucoup plus courantes comme le tui, le rhipidure (fantail, en anglais) ainsi que le zostérops (silvereyes, en anglais) peuplent le parc national.
Le parc accueille également les deux seules espèces de mammifères endémiques de la Nouvelle-Zélande, deux espèces de chauve-souris : Mystacina tuberculata et Chalinolobus tuberculatus. De nombreuses espèces de papillons de nuit et de wetas sont également présentes.
Comme sur l'ensemble de la Nouvelle-Zélande, on retrouve dans le parc national de Tongariro les espèces introduites par les européens : rats, hermines, chats, lapins, opossums…

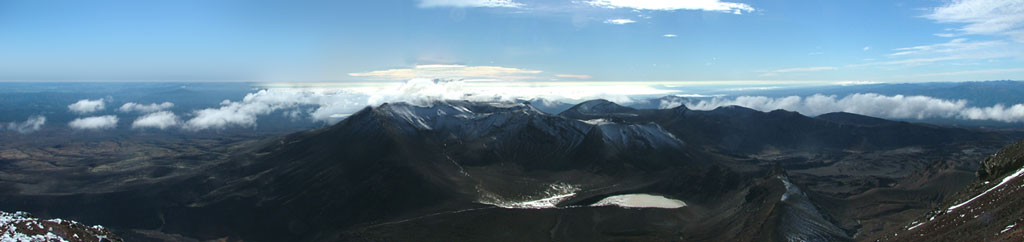
Vue des sommets du parc

## Histoire
Les sommets des montagnes ont une grande importance aux yeux des Māori.
Afin d'éviter une exploitation de ces lieux par les immigrants européens, Te Heuheu Tukino IV (Horonuku), chef de la tribu (iwi) Ngati Tuwharetoa, offrit à la Couronne britannique le cœur de l'actuel parc naturel, constitué des sommets des monts Tongariro, Ngauruhoe, et une partie du mont Ruapehu, le 23 septembre 1887 à la condition qu'une aire protégée soit créée. Cette surface de 26,4 km2 étant considérée trop petite pour constituer un parc national, d'autres surfaces furent ajoutées. Lorsque le parlement de Nouvelle-Zélande vota le Tongariro National Park Act en octobre 1894, le parc couvrait une surface de 252,13 km2, mais il a fallu attendre 1907 pour que le parc acquière les terres qui lui étaient destinées. En 1992, le parc connu une extension qui a porté sa surface à 586,8 km². Plusieurs agrandissements suivirent, dont l'incorporation de 'Pihanga Scenic Reserve en 1975, jusqu'à ce que le parc atteigne sa taille actuelle de 795,98 km2. La dernière modification eut lieu en 1980. Le parc national de Tongariro est sous le contrôle du Department of Conservation, depuis sa création, en 1987.
Les premiers aménagements furent la construction de huttes pour les touristes, au début du XXe siècle. Néanmoins l'arrivée d'un grand nombre de touristes n'apparut qu'à la suite de la création d'une voie de chemin de fer, en 1908, et à la construction de routes dans les années 1930. Les premières activités de protection et de conservation apparurent en 1931, avec la création d'un poste permanent de ranger. La première activité de ski fut créée en 1923, à une altitude de 1 770 m.

## Tourisme et culture
Les principales activités sont la randonnée et l'escalade en été et sont remplacés pas les sports de glisse l'hiver. Il est également possible de chasser, pêcher, faire du VTT, des randonnées à cheval ou encore des vols en avion afin de contempler la zone.
La principale activité reste la randonnée du Tongariro Crossing. Une journée est nécessaire afin de la réaliser. Longue de 19,4 km, elle grimpe jusqu'au sommet du mont Tongariro, en passant par le lac bleu et le lac d'émeraude, situés à proximité des sommets. Des navettes quotidiennes assurent le voyage entre National Park Village et le début du chemin.
Ses paysages sont connus puisqu'il a servi au tournage de la trilogie du Seigneur des Anneaux.